# Hugo Abbas
Hugo Abbas, auch Hugo der Abt, französisch Hugues l'Abbé († 12. Mai 886 in Orléans) gehörte zu den führenden Persönlichkeiten des Westfränkischen Reiches. Zeitweilig hatte er den ducatus regni inne, war also faktisch Reichsstatthalter (ein entsprechender Titel ist allerdings urkundlich nicht bezeugt). Seinen Beinamen verdankte er dem Umstand, dass er als „Laienabt“ bedeutende Klöster als Pfründen besaß und deren Einkünfte bezog.

## Leben
Hugo stammte aus der Familie der burgundischen Welfen. Er war der jüngere Sohn des Grafen Konrad I. des Älteren von Paris und Auxerre und der Adelheid von Tours aus der Familie der Etichonen. Über seine Tante, die Kaiserin Judith, war er ein Vetter von deren Sohn, Kaiser Karl II. dem Kahlen.
Hugo wurde 853 als Nachfolger seines Vaters Laienabt von Saint-Germain d’Auxerre. Damals erhielt er auch das Amt eines Königsboten (Missus Regius) für die Region, in der er begütert war (Nivernais, Gegend von Avallon und Auxerre). Von 859 bis 861 war er auch Laienabt von Saint-Bertin. Außerdem war er bis 861 Laienabt von Saint-Riquier. 861 fiel er offenbar bei Karl dem Kahlen in Ungnade und büßte seine Ämter ein. Darauf begab er sich in den Dienst des Königs Lothar II. von Lotharingien, der ihn im März 864 zum Erzbischof von Köln machen wollte, obwohl er in der geistlichen Hierarchie nur den Rang eines Subdiakons hatte; das Vorhaben scheint an örtlichem Widerstand gescheitert zu sein. Nach einiger Zeit versöhnte sich Karl der Kahle mit Hugo. 865 wurde Hugo Graf von Auxerre.
864 hatte seine Mutter in zweiter Ehe den Robertiner Robert den Tapferen geheiratet, den Markgrafen von Neustrien, der 866 in der Schlacht von Brissarthe gegen die alliierten Bretonen und Normannen fiel. Nach Roberts Tod wurde Hugo Abbas von Karl dem Kahlen zum Nachfolger des Gefallenen als Befehlshaber im Gebiet zwischen Seine und Loire eingesetzt, war somit Markgraf der bretonischen Mark und erhielt überdies Roberts Ämter eines Grafen von Tours und Angers sowie die Pfründe eines Laienabtes von Saint-Martin de Tours.
Nach dem Tod König Karls waren er, Gauzlin und wohl auch Hinkmar diejenigen Vertreter des Adels, die die Bedingungen für die Thronbesteigung Ludwigs II. stellten. Beim Tod Ludwigs wiederum (879) versuchte Hugo die Teilung des Reiches zwischen Ludwigs Söhnen Ludwig III. und Karlmann zu verhindern, ließ sie dann aber (880) angesichts der drohenden Intervention aus dem Ostfrankenreich beide krönen; auch gelang es ihm, für beide Könige die Regentschaft zu übernehmen. In diese Zeit fallen der Verlust der Provence an Boso von Vienne und der Verlust Lotharingiens nach dem Vertrag von Ribemont.
Hugo Abbas blieb der Vormund Karlmanns in Aquitanien und Burgund, Gauzlin wurde es in Neustrien, und kämpfte in dieser Aufgabe weiter um die Zugehörigkeit der Provence zum Westfrankenreich. Als nach dem plötzlichen Tod Ludwigs III. (882) das Königreich unter Karlmann wiedervereinigt wurde, gewann Hugo zwar wieder an Macht, konnte diese jedoch gegenüber Gauzlin, der kurz darauf zum Erzkanzler ernannt wurde, nicht behaupten.
In späteren Jahren erhielt er noch die Ämter eines Abtes von Saint-Vaast (um 874), eines Abtes von Saint-Aignan in Orléans (vor 876), eines Abtes von Saint-Julien in Auxerre (877), sowie von Sainte-Colombe in Sens. Um 880 wurde er schließlich Erzkaplan der königlichen Kapelle.
Nach seinem Tod gingen Hugos Besitzungen an der Loire an Odo von Paris, den Sohn Roberts des Tapferen, über, der damit schließlich das Erbe seines Vaters antrat. Hugo Abbas wurde in der Kirche der Abtei Saint-Germain d'Auxerre begraben.